# Upeneus sundaicus
Upeneus sundaicus är en fiskart som först beskrevs av Bleeker, 1855.  Upeneus sundaicus ingår i släktet Upeneus och familjen mullefiskar. Inga underarter finns listade i Catalogue of Life.